# Јаванска летећа веверица
Јаванска летећа веверица (лат. Iomys horsfieldii) је сисар из реда глодара и породице веверица (Sciuridae). 

## Распрострањење
Ареал врсте је ограничен на мањи број држава. Врста је присутна у Брунеју, Индонезији, Малезији и Сингапуру.

## Станиште
Станиште врсте су шуме. Врста је присутна на подручју острва Суматра у Индонезији.

## Угроженост
Ова врста није угрожена, и наведена је као последња брига јер има широко распрострањење.